# Gökdeniz Karadeniz
Gökdeniz Karadeniz (* 11. Januar 1980 in Giresun) ist ein ehemaliger türkischer Fußballspieler, der zuletzt bei Rubin Kasan unter Vertrag stand.

## Karriere

### Im Verein
Seit seinem ersten Profijahr 2001 spielte Gökdeniz Karadeniz bei Trabzonspor. Er spielt als Mittelfeldspieler oft über die Flügel und auch in zentraler Position. Mit Trabzonspor gewann Karadeniz zweimal den türkischen Pokal (2003, 2004). Am 11. März 2008 wurde bekannt, dass sich Gökdeniz Karadeniz und der russische Verein Rubin Kasan auf einen Transfer geeinigt hatten. Die Ablösesumme lag bei 8,7 Millionen Euro. Dort erhielt er einen Fünfjahresvertrag bis 2012. Bereits in seiner ersten Saison bei Rubin Kasan wurde die Mannschaft russischer Meister, woran er mit sechs Toren und sechs Vorlagen beteiligt war. Dadurch spielte man auch in der UEFA Champions League. Am 20. Oktober 2009 erzielte er im Gruppenspiel gegen den Titelverteidiger FC Barcelona in der 73. Minute den Siegtreffer zum 2:1-Sieg.

### In der Nationalmannschaft
Gökdeniz Karadeniz spielt seit 2002 für die Türkei. Er nahm im Jahr 2003 in Frankreich am Konföderationen-Pokal 2003 und an der EURO 2008 in der Schweiz und Österreich teil. Dabei wurde die Mannschaft Dritter beim Confed-Cup und erreichte bei der EURO 2008 das Halbfinale. Für die Qualifikationsspiele zur WM 2010 wurde er nicht nominiert. Nach dem Scheitern der Türkei wurde der damalige Trainer Fatih Terim unter anderem für die Nichtnominierung von Gökdeniz kritisiert. Auch nach dessen Rücktritt wurde er nicht mehr nominiert. Sein letztes Spiel für die türkische Nationalmannschaft absolvierte er am 25. Juni 2008 im EM-Halbfinale gegen Deutschland, als er in der 84. Minute eingewechselt wurde.

## Wettskandal
2005 wurde Gökdeniz wegen Teilnahme an unerlaubten Fußballwetten für sechs Monate gesperrt. Der Disziplinarausschuss des türkischen Fußballverbandes (TFF) verhängte darüber hinaus eine Geldstrafe von umgerechnet rund 37.500 Euro.
Gökdeniz hatte nach Bekanntwerden des Wettskandals Reue gezeigt. Anfangs habe er kleine Beträge gewettet, die Einsätze aber von Mal zu Mal erhöht. Er habe allerdings nie auf Spiele seines Vereins Trabzonspor gewettet.

## Erfolge

### Nationalmannschaft
- FIFA-Konföderationen-Pokal:
  - Dritter 2003 in Frankreich (5 Einsätze / 2 Tore)
- UEFA-Europameisterschaft:
  - Halbfinalist 2008 in Österreich und der Schweiz (3 Einsätze)

### Verein
Trabzonspor (1997–2008)
- 2 × Türkischer Pokalsieger: 2003, 2004

Rubin Kasan (2008–2018)
- 2 × Russischer Meister: 2008, 2009
- 2 × Russischer Supercup-Sieger: 2010 (ohne Einsatz), 2012
- 1 × Russischer Pokalsieger: 2012